# Torboy
Torboy az Amerikai Egyesült Államok északnyugati részén, Washington állam Ferry megyéjében elhelyezkedő statisztikai település. A 2010. évi népszámlálási adatok alapján 49 lakosa van.

## Népesség
A 2010-es népszámláláskor  49 lakója, 25 háztartása és 12 családja volt. A népsűrűség 20,4 fő/km2. A lakóegységek száma 59, sűrűségük 24,6 db/km2. A lakosok 93,9%-a fehér,  4,1%-a indián,    2%-a pedig kettő vagy több etnikumú. 
A háztartások 12%-ában élt 18 évnél fiatalabb. 44% házas,  4% egyedülálló férfi, 52% pedig nem család. 40% egyedül élt; 20%-uk 65 éves vagy idősebb. Egy háztartásban átlagosan 1,96 személy élt; a családok átlagmérete 2,58 fő.
A medián életkor 53,4 év volt. Lakóinak 18,4%-a 18 évesnél fiatalabb, % 18 és 24 év közötti, 16,3%-uk 25 és 44 év közötti, 42,9%-uk 45 és 64 év közötti, 22,4%-uk pedig 65 éves vagy idősebb. A lakosok 59,2%-a férfi, 40,8%-a pedig nő.